# Miloslav Kříž

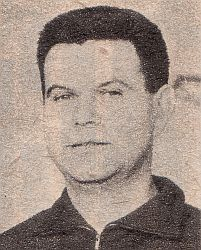
Miloslav Kříž

Miloslav Kříž (* 29. Mai 1924; † 20. Mai 2013 in Rožmitál pod Třemšínem; auch als Miloslav Kriz bekannt) war ein promovierter tschechischer Jurist, Basketballer aus der Tschechoslowakei, Sportfunktionär und FIBA-Kommissar sowie Trainer. Der Basketballer gehört zu dem kleinen Kreis der anerkannten Persönlichkeiten des internationalen Sports, deren Haltungen und Verdienste mit dem „FIBA Order of Merit“ gewürdigt wurden. Miloslav Kříž hatte in den Jahren 1968 bis 1971 seinen Lebensmittelpunkt in der Bundesrepublik Deutschland. Er lebte damals in Osnabrück. Nach seiner vorzeitigen Rückkehr in die damalige ČSSR lebte der Jurist mit seiner Familie in der Stadt Rožmitál pod Třemšínem (deutsch Rosenthal), in der Region Středočeský kraj (Tschechien), gelegen am Oberlauf der Skalice.

## Basketballspieler in Prag
Miloslav Kříž spielte 1940 bis 1943 für Uncas Prag und 1944 bis 1948 für BC Sparta Prag. Dieser Zeitabschnitt ist geprägt durch die Zeit des Protektorats Böhmen und Mähren unter der reichsdeutschen NS-Diktatur und dem SS-Terror. Es folgte dann die Nachkriegszeit mit der Machtübernahme der Kommunistischen Partei in der Tschechoslowakei, im Jahr 1948 durch den „Februarumsturz“.

## Trainer und Coach

### Clubteams in Prag
1946 bis 1968 war Miloslav Kříž ein erfolgreicher Coach und Trainer verschiedener Prager Frauen- (Sparta) und Männerteams (Sparta und ATK). Die Frauenmannschaften von Sparta Prag trainierte der Trainer und Coach in den Zeiträumen 1945 bis 1950 und 1953 bis 1964. Mit den Frauenteams von Sparta Prag konnte der Headcoach fünf Mal den Titel des Basketballmeisters der Tschechoslowakei erspielen.

### Frauen-Nationalmannschaft Tschechoslowakei
Die Frauen der Nationalmannschaft der Tschechoslowakei beziehungsweise der ČSSR trainierte Miloslav Kříž in den Zeiträumen von 1946 bis 1948 und 1960 bis 1968. Er erreichte bei den Frauen-Weltmeisterschaften 1967 den dritten Platz sowie 1962 und 1966 bei den Europameisterschaften jeweils den zweiten Platz.

### FIBA All Stars
In den Jahren 1964 bis 1968 wurde Miloslav Kříž bei neun Spielen der Basketball-Europaauswahl, darunter acht FIBA-Festivalspielen, zusammen mit Robert Busnel (Frankreich), Carmine „Nello“ Paratore (Italien) und Witold Zagórski (Polen), zum Coach der FIBA „All Stars“ berufen.
- 1964 – Feier in Anerkennung des ersten Basketball-Europapokal-Titels für Real Madrid im „Palacio de Deportes“ in Madrid: am 17. Mai Europaauswahl – Real Madrid 91 : 87.
- 1965 – 1. und 2. FIBA-Festival in Krakau: am 15. Okt. Europaauswahl – Real Madrid 101 : 83 und am 16. Okt. Europaauswahl – Wisla Krakau 70 : 78
- 1966 – 3. und 4. FIBA-Festival in Ljubljana: am 13. Okt. Europaauswahl – Simmenthal Milano 89 : 91 und am 15. Okt. Europaauswahl – Olimpia Ljubljana 102 : 94
- 1967 – 5. und 6. FIBA-Festival in Antwerpen: am 1. Nov. Europaauswahl – Real Madrid 124 : 97 und am 3. Nov. Europaauswahl – Racing Bell 112 : 101
- 1968 – 7. und 8. FIBA Festival Belgrad: 14. Juni Europaauswahl – Real Madrid 72 : 56 und 16. Juni Europaauswahl – Estrella Roja 96 : 79

Zu den eingesetzten FIBA All Star-Spielern gehörten die Nationalspieler Krešimir Ćosić (damals Jugoslawien/Kroatien), Ivo Daneu (damals Jugoslawien/Slowenien), Radivoj Korać (damals Jugoslawien/Serbien), Emiliano Rodríguez (Spanien) und Jiri Zidek (damals ČSSR/Tschechien), aus dem Kreis der EuroLeague’s 50 Greatest Contributors, die fünfzig bedeutendsten Persönlichkeiten in der Geschichte der EuroLeague, von dieser 2008 in einer veröffentlichten Liste benannt.

### VfL Osnabrück
In der Bundesliga des Deutschen Basketball Bundes (DBB) war Miloslav Kříž in den Spielzeiten 1967/1968 und 1968/1969 als Trainer und Coach der Bundesliga-Basketballer des VfL Osnabrück tätig. VfL-Präsident Friedel Schwarze hatte auch in den Jahren vorher die Notwendigkeit, einen professionellen Erfolgstrainer aus dem Ausland zu verpflichten, um den sich stellenden Anforderungen und den formulierten Zielsetzungen gerecht zu werden, stets gesehen. Die besonders hohen Anforderungen an einen Trainer und Coach ergaben sich unter anderem daraus, dass der Kader des VfL-Teams mit zahlreichen Nationalspielern und „starken Persönlichkeiten“ ausgestattet war. Die Verpflichtung des Prager Trainers und Coach wurde möglich, weil es Friedel Schwarze gelang, mit dem damaligen DBB-Präsidenten Hans-Joachim Höfig ein Finanzierungsmodell zu verabreden, um die „Arbeit auf dem Parkett“ des auch als Bundestrainer der Männer-Nationalmannschaft tätigen VfL-Headcoaches angemessen zu vergüten. Die Kooperation zwischen dem ersten Pokalsieger des DBB (1967) und dem DBB war auf zwei Jahre angelegt. VfL-Headcoach Kříž konnte sein neues Team 1968 zur Vize-Meisterschaft und 1969 zur Deutschen Basketball-Meisterschaft führen. Außerdem erreichte er 1969, im Jahr des Meisterschaftserfolgs, mit dem „VfL-Meisterteam“ das Finale um den DBB-Pokal.
Eine der Grundlagen für seine Erfolge in der Saison 1968/69 war, dass es ihm als sehr erfahrenen Trainer und Coach gelang, fünf Nachwuchsspieler, die späteren Nationalspieler Meyer und Rupp waren noch Jugendspieler, in das „neue“ VfL-Team zu integrieren. Auch die sechs Bundesligaspieler des Kernteams, Wilfried Böttger, Egon Homm, Ingbert Koppermann, der „Basketballer des Jahres 1969“ Helmut Uhlig, der damalige „Mister Basketball“ in Deutschland Klaus Weinand und der staatenlose „Basketballvirtuose“ Rassem Yahya schickte VfL-Headcoach Kříž im Training immer wieder mit der von ihm gewohnten sanften Stimme und einem freundlichen Lächeln die vielen Treppen beziehungsweise die „unendlich zahlreichen“ Treppenstufen der Tribüne der Osnabrücker Schloßwallhalle im Sprint hinauf, um ihre Fitness für die entscheidenden Momente der Meisterschaftsspiele zu stärken. Nachfolger von Miloslav Kříž in Osnabrück wurde der vielfache tschechoslowakische Nationalspieler Karel Baroch, der international erfolgreichste Basketballer, der im damaligen „Meisterteam des VfL Osnabrück“ gespielt hat (davor und danach Slavia Prag), als Spielertrainer. Miloslav Kříž hatte seinen Lebensmittelpunkt in dieser Zeit in der Friedensstadt Osnabrück. Er arbeitete beim VfL ohne Co-Trainer oder Assistenten.

### Bundestrainer Männer Bundesrepublik Deutschland
In den Jahren 1968 bis 1971 war Miloslav Kříž für die Männer-Nationalmannschaft des DBB, als hauptamtlicher Bundestrainer, verantwortlich. Sein Assistenztrainer war Günter Hagedorn, damals zunächst Bundesligatrainer des ATV Düsseldorf und seit 1969 Headcoach TuS 04 Leverkusen.
Die Verpflichtung des Trainers und Coaches aus der ČSSR erfolgte mit der Zielsetzung für die Olympischen Sommerspiele 1972 in München ein schlagkräftiges Nationalmannschaftsteam zu bilden. Im Oktober 1968 wurde hierzu vom Trainerrat des DBB, unter Leitung des DBB-Sportwarts Anton Kartak (USC Heidelberg), der fünfzigköpfige „Olympiakader 1972“ berufen („Kartak-Liste“), der in zwei Leistungszentren (Heidelberg und Köln) regelmäßig zusammen trainierte, dort auch mit individuellen Zielsetzungen und sportlichen Hausaufgaben ausgestattet wurde. Die Kaderspieler wurden damals auch mit den Ansätzen des „mentalen Trainings“ vertraut gemacht.
Aus dem Kreis der Spieler des Olympiakaders wurden dann jeweils die Spieler für die A- und B-Nationalmannschaften berufen, um den Nationalspielern die Gelegenheit zu bieten, gegen die besten europäischen Teams und gegen die Top-Spieler der europäischen Basketballszene Spielpraxis zu bekommen. Als wichtige Meilensteine auf dem Weg zum olympischen Basketballturnier in München waren von Miloslav Kříž und dem Trainerrat des DBB die Teilnahme an den Basketball-Europameisterschaft 1969 in Italien und die Europameisterschaft 1971 im „eigenen Land“ eingeplant. Der bundesdeutschen Nationalmannschaft gelang es nicht, sich 1969 in Saloniki für das Europameisterschaftsturnier in Neapel zu qualifizieren (für die Europameisterschaft 1969 qualifizierten sich im Rahmen des FIBA-Turniers in Saloniki Spanien und Gastgeber Griechenland, das Nationalteam des DBB qualifizierte sich erst wieder zwölf Jahre danach für die Basketball-Europameisterschaft 1981 in der Tschechoslowakei).
Für die beiden folgenden bedeutenden internationalen Turniere mussten, da der DBB jeweils Gastgeber war, die Hürden der Qualifikation nicht genommen werden (Bei der FIBA-Europameisterschaft 1971, Miloslav Kříž war bei diesem Turnier nicht mehr in der Verantwortung als Bundestrainer, belegte die deutsche Nationalmannschaft Platz 9, hinter Rumänien und vor Frankreich.). Dem Bundestrainer Miloslav Kříž standen für die Qualifikation die beiden international erfahrenen Center Jörg Krüger und Klaus Weinand, aus beruflichen Gründen, nicht zur Verfügung, die dann beide für Deutschland 1972 bei den Olympischen Sommerspielen in München spielten. Kříž, der in der direkten Vorphase des Prager Frühlings eine berufliche Tätigkeit in der Bundesrepublik Deutschland angenommen hatte, konnte 1971 seine Tätigkeit als Bundestrainer des DBB nicht fortführen, da die Genehmigung im Ausland beruflich wirken zu können, eine zwingende Voraussetzung, um in der Bundesrepublik Deutschland als Trainer tätig sein zu können, von den Behörden der ČSSR nicht erneut verlängert wurde. Kříž kehrte früher als geplant zu seiner Familie in die ČSSR zurück.
Nachfolger von Kříž als Bundestrainer wurde der Trainer des damaligen Basketball-Bundesligisten USC Mainz, ein sehr erfahrener und international anerkannter FIBA-Schiedsrichter, früherer deutscher Nationalspieler und ehemaliger „Meisterspieler“ aus Heidelberg, Theodor „Torry“ Schober. Vorgänger von Miloslav Kříž waren die Bundestrainer Kurt Siebenhaar und Yakovos Bilek.

## Basketballfunktionär in der ČSSR und in Tschechien
Miloslav Kříž war in der Zeit von 1973 bis 1986 Präsident der Tschechischen Basketball Association und Vize-Präsident der Tschechoslowakischen Basketball Federation. – 1990 wurde Kříž zum Präsidenten des Basketballclubs Sparta Praha gewählt. In diesem Amt war er bis 1993 tätig. Danach wurde er zum Ehrenpräsidenten des Prager Traditionsclubs ernannt.

## FIBA-Projekte und Funktionen in der FIBA

### Funktionen
Miloslav Kříž war der Fédération Internationale de Basketball über einen Zeitraum von vierundvierzig Jahren, 1956 bis 2000, in einer aktiven Kooperation stets eng verbunden. Er gilt als einer der international hoch anerkannten und prominenten ehemaligen Mitglieder der FIBA-Leitungsebene. In der Hauptsache war er in folgenden Funktionen tätig:
- 1956 bis 1968: Member of the Organizing Committee of the European zone of FIBA
- 1972 bis 1976: Member of the FIBA Commission for the European club competitions
- 1973 bis 1980: Member of the Organizing Committee of the European zone of FIBA
- 1980 bis 1990: Member of the FIBA Central Board und President of the Women’s Committee of the FIBA[19]
- 1990 bis 1994: Member of the FIBA Commission for the European club competitions
- 1994 bis 2000: Technical Commissioner (bei 678 Spielen – „A record in the FIBA.“)

### European Cup For Men’s Champion Clubs
Der Jurist Kříž gilt als einer der konzeptionellen Mitbegründer des FIBA-Europapokals der Landesmeister. Im Jahr 1957, während der „FIBA Permanent Conference for Europe and the Mediterranean Basin“, Kříž war in diesem Zeitpunkt „Member of the Organizing Committee of the European zone of FIBA“, und danach, während der FIBA-Europameisterschaft 1957 in Bulgarien wurde im obersten Führungskreis des internationalen Basketballverbandes die Idee eines Pokalwettbewerbs für die Landesmeister auf europäischer Ebene diskutiert. FIBA Secretary General R. William Jones berief eine FIBA-Projektkommission, zu deren Leiter Raimundo Saporta (Spanien) berufen wurde und deren Mitglied Miloslav Kříž wurde. Außer ihnen bekamen Robert Busnel (Frankreich), Nikolai Semaschko (UdSSR) und Borislav Stanković (Jugoslawien) den Auftrag, ein Konzept zu entwickeln, das als Vorschlag die Etablierung eines Wettbewerbs für die Meisterteams der FIBA-Verbände auf europäischer Ebene vorsah. Die entscheidende Sitzung dieser Kommission fand im Dezember 1957 in Gauting bei München statt.
Kříž hatte FIBA-Generalsekretär R. William Jones einen gut begründeten Vorschlag, der ein FIBA-Turnier der sechs leistungsstärksten Clubs vorsah, vorgetragen. Dieser Vorschlag wurde von Jones an die Kommission zurückgewiesen. Raimundo Saporta initiierte dann, nach erneuter intensiver Diskussion und erreichtem Konsens in der berufenen FIBA-Projektkommission, die Teilnahme der Landesmeister aller damaligen Mitgliedsländer der FIBA-Zone Europa. Bereits 1958 wurde der erste European Cup For Men’s Champion Clubs gespielt, mit zweiundzwanzig teilnehmenden Clubs. Der Pokal wurde von der französischen Sport-Tageszeitung L’Équipe gestiftet. Um die finanzielle Belastung für die Clubs niedrig zu halten, wurden für die erste Runde des neuen Europapokalwettbewerbs Gruppen entsprechend der geographischen Lage gebildet. Das erste Europapokalspiel der Landesmeister wurde am 22. Februar 1958 zwischen Royal IV CSA Belgien und BBC Etzella Luxemburg gespielt (82 : 43 im ersten Spiel und 63 : 36 im Rückspiel). Weiter nahmen teil: Jonction BC (Geneva, Switzerland), BK Slovan Orbis (Prague/Czechoslovakia), Union Babenberg (Wien/Austria), Honved SE (Budapest/Hungary), The Wolves (Amsterdam/Netherlands), BK Akademik (Sofia/Bulgaria), CJS Aleppo (Syria), ASK Olimpia (Ljubljana/Yugoslavia), Fenerbahce SK (Istanbul/Turkey), Panellinios GS (Athens/Greece), CCA Bucarest (Romania), Basket Villeurbanne (France), ASK (Riga/USSR), HSG Wissenschaft HU (Berlin/East Germany), Pantterit (Helsinki/Finland), CWKS Legia (Warsaw/Poland), Simenthal Olimpia (Milano/Italia), Maccabi (Tel Aviv/Israel), FC Barreirense (Barreiro/Portugal) and Real Madrid (Spain). Erster Europapokalsieger wurde ASK Riga. Die Einführung des FIBA-Europapokals wird als einer der bedeutendsten Impulse für den europäischen Basketballsport in der zweiten Hälfte des zwanzigsten Jahrhunderts verstanden – eine „Erfolgsgeschichte“ mit einem außerordentlich hohen Wirkungsgrad.
13 Jahre nach Ende des Zweiten Weltkriegs war es für die Clubs und Teams nicht einfach, den Anforderungen einer Teilnahme an dem neuen FIBA-Wettbewerb zu genügen. Die Möglichkeiten der Kommunikation und der Reisen zu den Auswärtsspielen waren vielfach sehr beschränkt oder fast unmöglich. Die gemeinsamen Standards des Spielbetriebes mussten erst entwickelt werden. Auch wurde in den ersten Jahren die sportliche Durchführung der Europapokalwettbewerbe durch Einflussnahme der internationalen Politik, in der Hauptsache durch den Ost-West-Konflikt beziehungsweise durch den „Kalten Krieg“, behindert. Zum Beispiel wurde es Real Madrid von der spanischen Regierung, unter Diktator Franco, verwehrt, zum Europapokalspiel gegen ASK Riga in die UdSSR zu reisen. Für die europäischen Spitzenteams ergaben sich durch die Teilnahme an einem der Europapokalwettbewerbe trotz der gegebenen Behinderungen und zu bewältigenden Schwierigkeiten vielfältig Optionen, ihre Einnahmen sehr deutlich zu verbessern, um den Spielbetrieb finanzieren zu können.

## Leitender Sportredakteur bei ČTK
Nach seiner Rückkehr aus der Bundesrepublik Deutschland an seinen damaligen Lebensmittelpunkt Prag, im Jahr 1971, war Kříž länger als vierzehn Jahre als leitender Sportredakteur der tschechoslowakischen Presseagentur Česká tisková kancelář tätig.

## Auszeichnungen
Im Juni 2002, am Sitz der Fédération Internationale de Basketball (FIBA) in Genf, wurde Miloslav Kříž mit der bedeutenden Auszeichnung der FIBA, dem „FIBA Order of Merit“, ausgezeichnet. Er erhielt diese Auszeichnung als achtundvierzigste Persönlichkeit, zusammen mit George E. Killian aus den USA und Eugenio Korwin aus Italien, in der Anwesenheit von Jacques Rogge, dem Präsidenten des Internationalen Olympischen Komitees (IOC).